# آوونسون
آوونسون (به فرانسوی: Avensan) یک کمون در فرانسه است که در canton of Castelnau-de-Médoc واقع شده‌است. آوونسون ۵۲٫۲۴ کیلومتر مربع مساحت دارد ۱۴ متر بالاتر از سطح دریا واقع شده‌است.